# Španjolski šal
Španjolski šal (lat. Flabellina iodinea) vrsta je morskog puža golaća iz porodice Flabellinidae. 
Ova se vrsta može naći kraj zapadne obale Sjeverne Amerike. Tijelo puža je ljubičasto, s narančastim izraslinama.
Premda je ova vrsta hermafrodit (ima i muške i ženske spolne organe), rijetko dolazi do samooplodnje.

## Vanjske poveznice
|  | Zajednički poslužitelj ima još gradiva o temi Flabellina iodinea |